# Auchentoshan
Auchentoshan er et destilleri i Skotland, som fremstiller whisky og ligger i området Lowlands, hvor man traditionelt har anvendt den tredobbelte destillationsmetode.
Auchentoshan blev grundlagt i 1817 og er i dag et af de få tilbageværende whiskydestillerier i området.
55°55′19″N 4°26′20″V / 55.922°N 4.439°V
| Firma | Spire Denne artikel om et firma eller en virksomhed er en spire som bør udbygges. Du er velkommen til at hjælpe Wikipedia ved at udvide den. |